# パビック
株式会社パビック（英称：Pavic）は、1973年から1994年まで存在した日本のテレビ制作技術会社。
テレビ番組、CM、VPの制作技術・編集技術でおなじみのポストプロダクションなどを行っていた。

## 概要
1973年（昭和48年）、株式会社東通の資本参加による技術補助の業務となり、ビデオ撮影技術として設立された。

## 所属したスタッフ
役員
- 後藤勝彦（代表者、テクニカルディレクター）
- 石戸谷洋治（テクニカルディレクター／⇒オーエイギャザリング⇒現:アップサイド代表取締役社長）

撮影
- 金子二三夫（⇒トムキャット）
- 石井信行（⇒現:ゼファー 代表取締役社長）
- 中吉　正
- 江本　隆
- 河内和美（⇒東通）
- 沢野井喜好
- 木村祐一郎（⇒バスク⇒オーエイギャザリング⇒現:ワンハート）
- 水野征樹
- 川田正幸（⇒バスク）
- 篠崎順一
- 富沢義明
- 小島良児（⇒オーエイギャザリング⇒ワンハート）
- 当木雅人（⇒バル・エンタープライズ）

映像調整
- 石井正一
- 種川敏章（⇒現:ゼファー）
- 下山一仁（⇒バスク）
- 青田保夫（⇒バスク）
- 久米田俊裕（⇒トムキャット⇒現:バスク）
- 渡辺久仁彦（⇒現:ゼファー）
- 竹内一夫
- 山下輝良（⇒バル・エンタープライズ⇒現:フォーチュン）
- 明鹿野 崇
- 足助　学（⇒バル・エンタープライズ⇒ヌーベルバーグ⇒現：ファーストショット）

音声
- 榎本伸二
- 佐藤友昭（⇒バル・エンタープライズ⇒現:ファーストショット）

編集
- 飯塚　守（⇒現:バスク）
- 中村信行（⇒トップビジョン）
- 椎名広二（⇒サウンド ユニバース⇒現:エスユー）

営業
- 石田　実（⇒現:バル・エンタープライズ）